# Ancipitia
Ancipitia – rodzaj roślin z rodziny storczykowatych (Orchidaceae) obejmujący 28 południowoamerykańskich gatunków. Rodzaj został wyodrębniony w 2004 roku z rodzaju Pleurothallis.
Gatunki z tego rodzaju występują głównie w Ameryce Południowej, m.in. w Brazylii, Kolumbii, Peru.

## Systematyka
Rodzaj należy do podrodziny epidendronowych (Epidendroideae), rodziny storczykowatych (Orchidaceae), z rzędu szparagowców (Asparagales) w obrębie roślin jednoliściennych.
Wykaz gatunków
- Ancipitia anceps (Luer) Luer
- Ancipitia anthrax (Luer & R. Escobar) Luer
- Ancipitia caniceps (Luer) Luer
- Ancipitia caprina (Luer & R. Escobar) Luer
- Ancipitia condorensis (Luer & Hirtz) Luer
- Ancipitia crocodiliceps (Rchb. f.) Luer
- Ancipitia cypelligera (Luer & Hirtz) Luer
- Ancipitia driessenii (Luer) Luer
- Ancipitia dunstervillei (Foldats) Luer
- Ancipitia duplex (Luer & R. Escobar) Luer
- Ancipitia eumecocaulon (Schltr.) Luer
- Ancipitia furcifera (Luer) Luer
- Ancipitia glochis (Luer & R. Escobar) Luer
- Ancipitia gratiosa (Rchb. f.) Luer
- Ancipitia harpago (Luer) Luer
- Ancipitia inornata (Luer & Hirtz) Luer
- Ancipitia jimii (Luer) Luer
- Ancipitia londonoi (Luer) Luer
- Ancipitia membracidoides (Luer) Luer
- Ancipitia niveoglobula (Luer) Luer
- Ancipitia odobeniceps (Luer) Luer
- Ancipitia onagriceps (Luer & Hirtz) Luer
- Ancipitia praecipua (Luer) Luer
- Ancipitia solium (Luer) Luer
- Ancipitia spathulipetala (Luer) Luer
- Ancipitia tetragona (Luer & R. Escobar) Luer
- Ancipitia viduata (Luer) Luer
- Ancipitia vorator (Luer & R. Vasquez) Luer